# Château de Vixouze
Le château de Vixouze est un château médiéval situé à Polminhac dans le Cantal. Il appartient à la famille Pilicer-Moncorger.
La totalité du château, y compris les murs d'enceinte et les tourelles, fait l’objet d’une inscription au titre des monuments historiques depuis le 7 novembre 2000.

## Description

### Architecture
Le donjon de défense rectangulaire daterait du XIIIe siècle mais a été remanié et possède des cheminées du XVe siècle, un rez-de-chaussée surélevé et deux étages carrés, toiture en pavillon. L'accès se faisait primitivement par une porte haute (aujourd'hui obturée) au troisième niveau, puis par un accès au rez-de-chaussée surélevé par un escalier extérieur et actuellement par une tour d'escalier hors-œuvre.
L'enceinte comporte un portail et des tours. Deux ailes ont été édifiées ensuite, le mur de clôture porte la date de 1719.
La chapelle voûtée en berceau plein cintre et le four à pain en berceau brisé sont du XVIIe siècle. La grange-étable porte les dates de 1613 et 1777.
On remarquera également une grange-étable à demi croupes, ainsi qu'un moulin avec un toit à l'impériale.
Le portail avait auparavant un toit à lanternon qui a aujourd'hui disparu. La fontaine située à l'entrée du château semble être de création du XIXe siècle, après 1811.

## Historique
Vixouze est mentionné pour la première fois en 930 comme étant une villa dans une donation faite par Bernard de Carlat, vicomte de Carlat, à l'abbaye de Conques : villa mea que vocatur Vidditiosa. Ce bien était déjà possédé par ses parents. Dans le même document, on trouve aussi mentionné Marfons comme une manse : mansos meos quæ vocatur Marifontes cum curtes et ortos.
Dans un aveu de 1267, le château fort de Vixouze est désigné comme un château et une tour, et un mandement dit château. Il s'agit probablement en partie du donjon actuel, datant du XIIIe siècle, de plan rectangulaire entouré d'une enceinte. Très endommagé lors des guerres franco-anglaises il fut en partie reconstruit à la limite XVe siècle, au XVIe siècle pour la tour d'escalier ajoutée hors-œuvre, et transformé en pavillon au XVIIe siècle.

### Famille de Vixouze
Généalogie de la famille et des seigneurs de Vixouze : armoiries de la famille de Vixouze : d'argent à une coquille de sable (référence vraisemblable à saint Jacques de Compostelle).
- Guy de Montjou, né vers 1200 et décédé probablement en 1267, cité comme damoiseau en 1229 et seigneur de Vixouze en 1267. Puis son gendre :
- Guillaume de Vixouze, cité comme chevalier en 1267 et 1284, seigneur de Vixouze par alliance, né vers 1230 et décédé après 1284. Avec son frère Henri, il effectue en 1267 une reconnaissance de son château auprès du vicomte de Carlat, puis :
- Henri de Vixouze, né vers 1260, noble, chevalier, seigneur de Vixouze et d'Alteval (Hauteval, commune de La Capelle en Barrès). Puis :
- Hector de Vixouze, né vers 1290, noble, cité comme damoiseau, puis chevalier. Le 14 septembre 1329, reconnaissance d'Hector de Vixouze, damoiseau, devant Bernard de Pons pour les seigneuries de Vixouze, Alteval et Montjou. Puis :
- Guy de Vixouze, né vers 1320. Noble, chevalier, seigneur de Vixouze et d'Alteval. Il s'est marié vers 1350 à Souveraine de Vieillevie, d'où 5 enfants connus : 3 frères : Jean, Pierre, Jacques (homme d'Église), et deux sœurs : Irlande et Angelvize. Parmi ceux-ci, furent successivement seigneurs de Vixouze :
- Jean de Vixouze, noble, chevalier, né vers 1350.
- Pierre de Vixouze, né après 1350, frère du précédent et décédé en 1420.
- La fille de Jean de Vixouze : Hélène de Vixouze, née en 1380, apporte ce fief par son mariage en 1400 avec Robert de Brunenc (et non Aldebert ou Audebert, comme souvent écrit par erreur ; ce dernier était le tuteur d'Hélène de Vixouze, et non son mari), de la famille du troubadour Hugues de Brunenc, seigneur de Brunenc, qui chantait son amour pour Galiane d'Aurillac[5].

### Famille de Brunenc de Vixouze et famille de Comblat
Généalogie de la famille de Brunenc de Vixouze :
- Robert de Brunenc, né vers 1380, fut seigneur de Brunenc (commune de Polminhac), puis seigneur de Vixouze à partir de 1432, date qui correspond vraisemblablement au décès d'Hélène de Vixouze. Robert de Brunenc était fils d'Hérail de Brunenc (né vers 1340) et de Marguerite de Foulholes (née vers 1345). Deux enfants connus : Catherine de Brunenc de Vixouze mariée en 1432 à Pierre de Fortet, et :
- Ramon de Brunenc ou en français Raymond de Brunet, né vers 1400, seigneur de Vixouze, qui eut pour successeur :
- Guiral — ou en français Géraud — Brunenc de Vixouze, seigneur de Vixouze, né vers 1420. Il achète en 1439 le château de Comblat, et devient seigneur de Comblat. Époux de Géralde de Pallat, dame de Pallat. Il était capitaine-gouverneur du fort de Turlande en 1470. Il eut pour fils :
- Guy de Brunet de Vixouze, né vers 1440, et qui fut seigneur de Comblat de 1468 à 1489, date de son décès.
- Jacques de Brunenc de Vixouze, né vers 1460, seigneur de Vixouze et de Comblat, était un des familiers de Jacques d'Armagnac, vicomte de Carlat. Il représenta Jehan de La Garde de Saignes, homme d'Église, comme seigneur de Messac-lez-Reilhac, pour décliner la convocation au ban et à l'arrière-ban de 1533.
- Raymond II dit de Comblat, fils de Jacques, né vers 1480, se maria en 1507 avec Soubeyrane de Beaufort, fille de Lancelot de Beaufort de Mancip, seigneur de Boissonie (ancien fief à Vic-sur-Cère) et d'Antoinette de Boissonis. Raymond II fut seigneur de Vixouze et de Comblat et décéda en 1561. Il eut deux filles : Charlotte de Vixouze mariée à Pierre de Couderc (seigneur de Fracor et de la Vergne blanche) et :
- Antoinette de Comblat dite dame de Comblat, née vers 1520 et mariée en 1541 à Jean Ier de Cabanes, gouverneur de Carlat et député des notables de Haute Auvergne, et décédée en 1561. De ce dernier mariage naquit en 1542 :
- Jean II de Cabanes de Comblat, marié à Gabrielle de Grenier-Mègemont (décédée en 1633). De ce mariage naquit : Louise de Comblat.

### Famille Pagès de Vixouze
Armoiries : « D'argent à une coquille de sable ». Les Pagès reprennent les armoiries originelles des Vixouze.
- Louise de Comblat apporte la seigneurie et le château de Vixouze à son mari Blaise Pagès devenu donc Blaise Pagès de Vixouze. Ce dernier est fils de Rigal Pagès, seigneur d'Espeils. Blaise Pagès est lieutenant criminel en l'élection d'Aurillac. Du mariage de Blaise et de Louise, il vient :
- Françoise Pagès, mariée le 16 juillet 1636 avec Paul Lacarrière (1604), vice-bailli du Carladès depuis le 22 juillet 1599.
- Blaise Pagès, seigneur de Vixouze et des Huttes, dont est issu :
- Antoine Pagès de Vixouze, subdélégué de l'intendant d'Auvergne, premier consul d'Aurillac, marié le 25 avril 1736 à Aurillac avec Madeleine Boudet, fille de Guillaume, seigneur de Senilhes, et de Marguerite de Cambefort de Mazic, qui lui donna sept enfants, dont :
- François-Xavier Pagès, seigneur de Vixouze (1745-1802), lieutenant civil au présidial d'Aurillac, qui se rend à Paris pour prendre fait et cause pour la Révolution, sur laquelle il publiera par la suite plusieurs ouvrages de mémoires. Il se marie en 1767 en Italie avec Catherine Justine Breu, dont il divorça à Aurillac en 1793, et se remaria avec une demoiselle de Lacarrière de La Tour. De son premier lit, il avait eu une fille :
- Catherine-Rose-Euphrosine Pagès de Vixouze, mariée le 24 avril 1787 à Aurillac avec Jean-François Malroux-Désaurières, avocat du roi au siège présidial d'Aurillac. Ils eurent deux enfants : 
  - Eugène Malroux-Désaurières.
  - Amélie Malroux-Désaurières.

### Famille Dessauret d'Auliac
- Amélie-Anne-Catherine Malroux-Desaurières, héritière de Vixouze, se maria avec Pierre Dessauret d'Auliac (1787-1868), maire de Saint-Flour. Ils eurent au moins un fils :
- Pierre-Charles Dessauret d'Auliac, décédé à Vixouze en 1882. Il était témoin en 1878 au mariage d'Armand Bouygues de Lamartinie et de Geneviève de Campams de Saint-Rémy, de Villefranche-de-Rouergue.

Le château de Vixouze sera vendu par ses descendants en 1913 à la famille Costes.

### Autres propriétaires
En 1990, Vixouxe est acheté par André Léonard, artiste peintre, qui a restauré le château qui organisait des événements culturels (concerts, expositions de peinture, de sculptures) et des réceptions.
Depuis 2013, Vixouze appartient à M. et Mme Serge Pilicer-Moncorger.